# Brouvelieures
Brouvelieures ([bʁuvəljœʁ], , en patois vosgien de la montagne [bʁuvlyːʁ]) est une commune française située dans le département des Vosges, en région Grand Est, au bord de la rivière la Mortagne.
Ses habitants sont appelés les Brouvillois.

## Géographie

### Localisation
La commune est située sur la Mortagne, affluent gauche de la Meurthe, à 392 m d'altitude. Elle est distante de 16 km de Rambervillers, de 22 km de Saint-Dié-des-Vosges par le col du Haut Jacques et de 28 km d'Épinal. Les localités les plus proches (moins de 5 km) sont Domfaing, Vervezelle, Bruyères, Champ-le-Duc, Mortagne et Belmont-sur-Buttant.

### Géologie et relief
La commune se compose de 40,47 hectares de territoires artificialisés (5,42 %), 83,93 hectares de territoires agricoles (11,25 %) et 621,50 hectares de forêts et milieux semi-naturels (83,31 %).
Situé dans un secteur fortement boisé, Brouvelieures est le moins peuplé des chefs-lieux de canton vosgiens.
Espaces naturels :
- Trois zones naturelles d'intérêt écologique, faunistique et floristique (Znieff) :

Massif vosgien,
La Mortagne et le Moussou de Mortagne à Sainte-Hélène,
Le Fouyot à Brouvelieures.

### Communes limitrophes
| Grandvillers Fremifontaine | Bois-de-Champ       | Bois-de-Champ |
| Bruyères Grandvillers      | Brouvelieures       | Domfaing      |
| Bruyères                   | Vervezelle Bruyères | Vervezelle    |

### Hydrographie et les eaux souterraines
Hydrogéologie et climatologie : Système d’information pour la gestion des eaux souterraines du bassin Rhin-Meuse :
Territoire communal : occupation du sol (Corinne Land Cover), cours d'eau (BD Carthage) ;
Géologie : Carte géologique; Coupes géologiques et techniques ;
 Hydrogéologie : Masses d'eau souterraine; BD Lisa; Cartes piézométriques.
La commune est située dans le bassin versant du Rhin au sein du bassin Rhin-Meuse. Elle est drainée par la Mortagne, le ruisseau du Menil, la Basse de Fondrupt et le ruisseau de Maxeme,.
La Mortagne, d'une longueur totale de 74,6 km, prend sa source dans la commune de Saint-Léonard et se jette  dans la Meurthe à Mont-sur-Meurthe, après avoir traversé 26 communes.

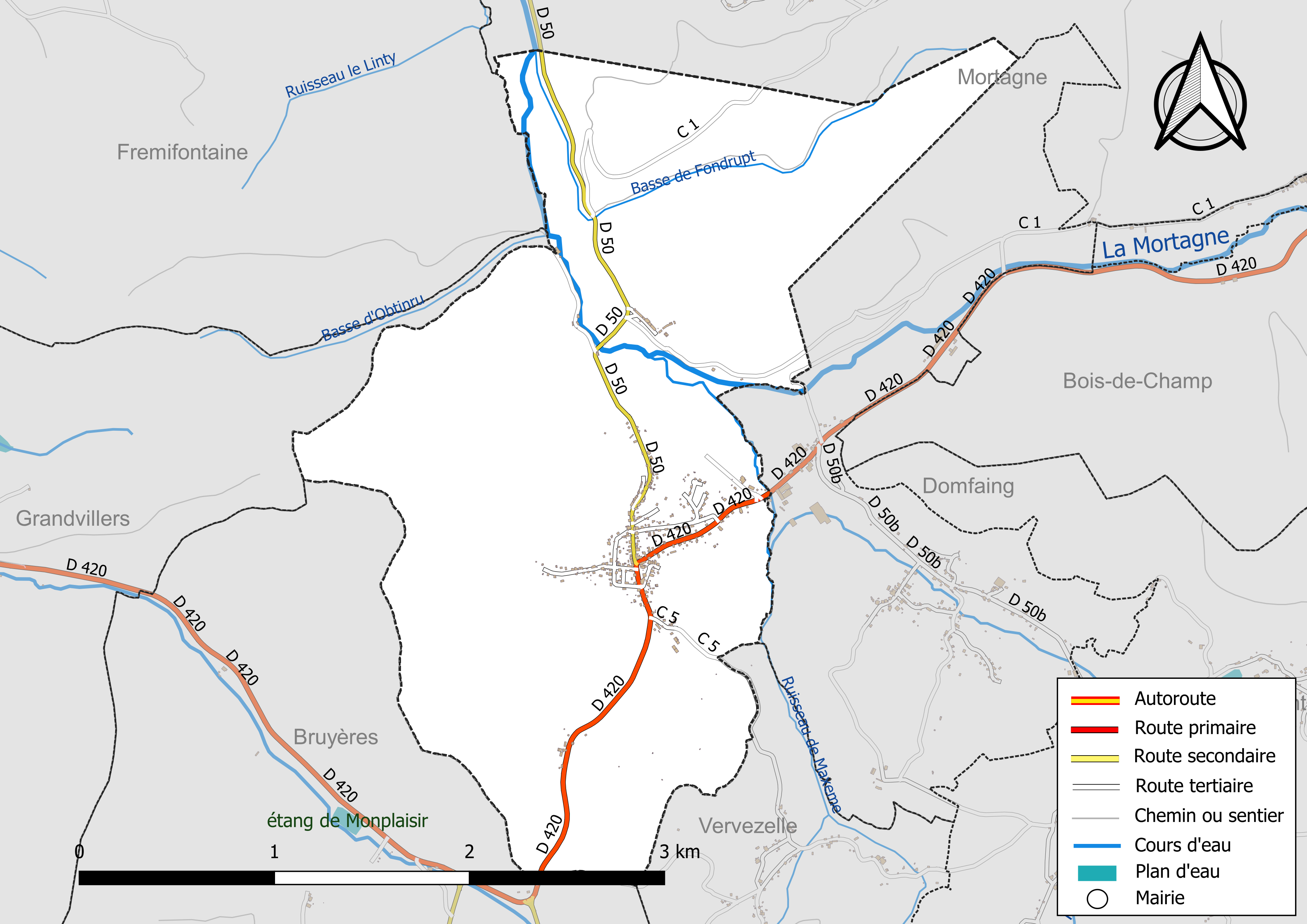
Réseaux hydrographique et routier de Brouvelieures.

### Climat
Pour des articles plus généraux, voir Climat du Grand Est et Climat du département des Vosges.
En 2010, le climat de la commune est de type climat de montagne, selon une étude du Centre national de la recherche scientifique s'appuyant sur une série de données couvrant la période 1971-2000. En 2020, Météo-France publie une typologie des climats de la France métropolitaine dans laquelle la commune est exposée à un climat semi-continental et est dans la région climatique  Vosges, caractérisée par une pluviométrie très élevée (1 500 à 2 000 mm/an) en toutes saisons et un hiver rude (moins de 1 °C). 
Pour la période 1971-2000, la température annuelle moyenne est de 9,3 °C, avec une amplitude thermique annuelle de 17 °C. Le cumul annuel moyen de précipitations est de 1 244 mm, avec 13,5 jours de précipitations en janvier et 10,3 jours en juillet. Pour la période 1991-2020, la température moyenne annuelle observée sur la station météorologique de Météo-France la plus proche, « Le Roulier_sapc », sur la commune du Roulier à 11 km à vol d'oiseau, est de 10,2 °C et le cumul annuel moyen de précipitations est de 1 000,2 mm. 
La température maximale relevée sur cette station est de 38,1 °C, atteinte le 25 juillet 2019 ; la température minimale est de −18,3 °C, atteinte le 20 décembre 2009,,. 
Les paramètres climatiques de la commune ont été estimés pour le milieu du siècle (2041-2070) selon différents scénarios d'émission de gaz à effet de serre à partir des nouvelles projections climatiques de référence DRIAS-2020. Ils sont consultables sur un site dédié publié par Météo-France en novembre 2022.

## Urbanisme

### Typologie
Au 1er janvier 2024, Brouvelieures est catégorisée commune rurale à habitat dispersé, selon la nouvelle grille communale de densité à sept niveaux définie par l'Insee en 2022.
Elle est située hors unité urbaine. Par ailleurs la commune fait partie de l'aire d'attraction de Bruyères, dont elle est une commune de la couronne,. Cette aire, qui regroupe 8 communes, est catégorisée dans les aires de moins de 50 000 habitants,.

### Occupation des sols
L'occupation des sols de la commune, telle qu'elle ressort de la base de données européenne d’occupation biophysique des sols Corine Land Cover (CLC), est marquée par l'importance des forêts et milieux semi-naturels (83,1 % en 2018), une proportion identique à celle de 1990 (83,1 %). La répartition détaillée en 2018 est la suivante : 
forêts (83,1 %), prairies (8,5 %), zones urbanisées (5,4 %), zones agricoles hétérogènes (2,9 %). L'évolution de l’occupation des sols de la commune et de ses infrastructures peut être observée sur les différentes représentations cartographiques du territoire : la carte de Cassini (XVIIIe siècle), la carte d'état-major (1820-1866) et les cartes ou photos aériennes de l'IGN pour la période actuelle (1950 à aujourd'hui).

### Voies de communications et transports

#### Voies routières
La commune est à 1,9 km de Vervezelle, 3,2 de Bruyères, 5,3 de Bois-de-Champ et 7,3 de Grandvillers.

#### Transports en commun

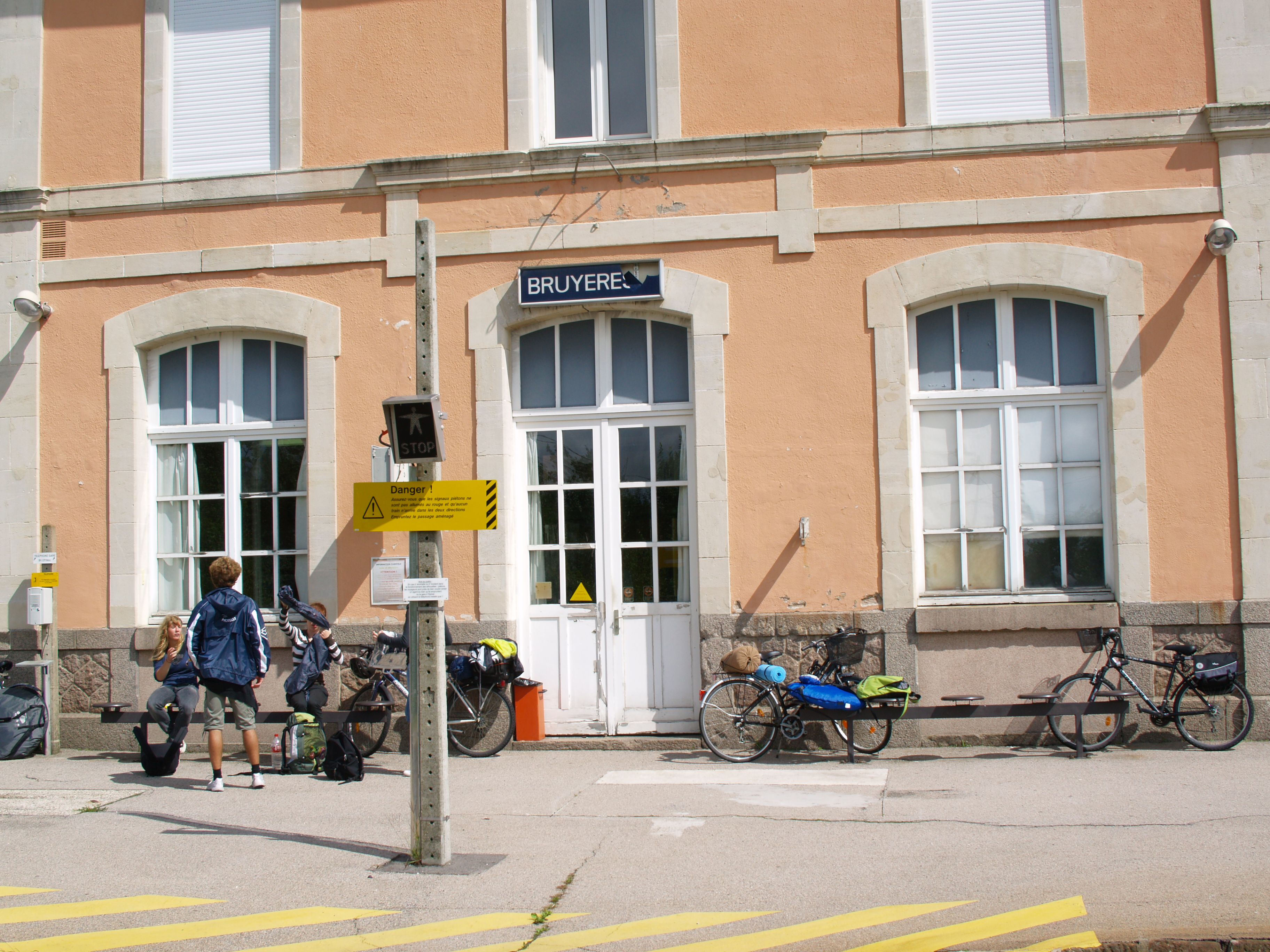
Gare de Bruyères.

- Fluo Grand Est.

#### Lignes SNCF
- Gare de Bruyères
- L'ancienne gare de la ligne de Mont-sur-Meurthe à Bruyères existe toujours, mais la localité n'est plus desservie par la SNCF.

#### Transports aériens
- L'Aéroport d'Épinal-Mirecourt « Vosges Aéroport ».

À partir de l'été 2021, l’aéroport d’Épinal-Mirecourt est devenu le "pélicandrome" de la Zone Est et servira ainsi de base de ravitaillement et d’intervention pour les avions bombardiers d’eau connus sous le nom de Dash 8.
- Aéroport de Colmar - Houssen.

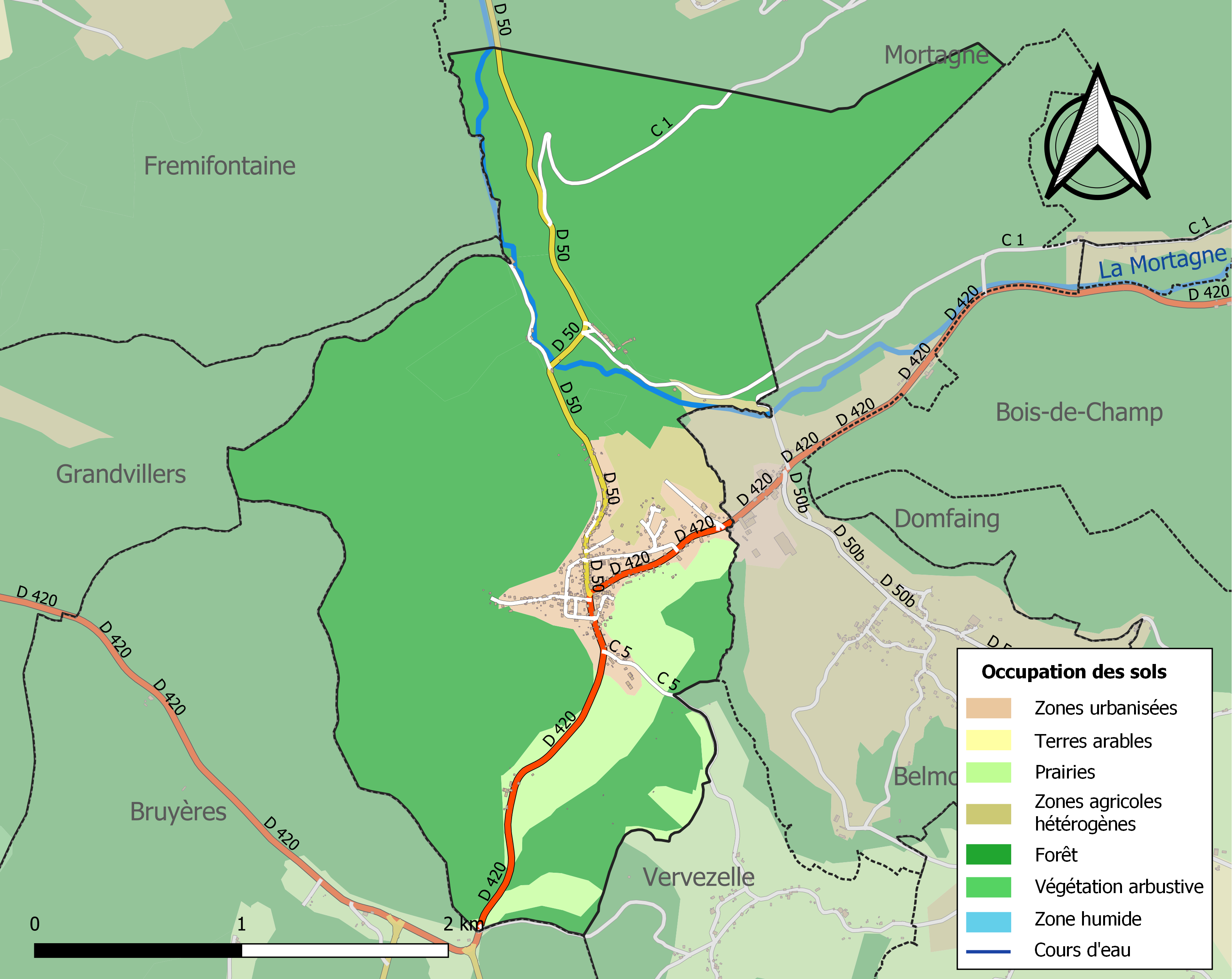
Carte des infrastructures et de l'occupation des sols de la commune en 2018 (CLC).
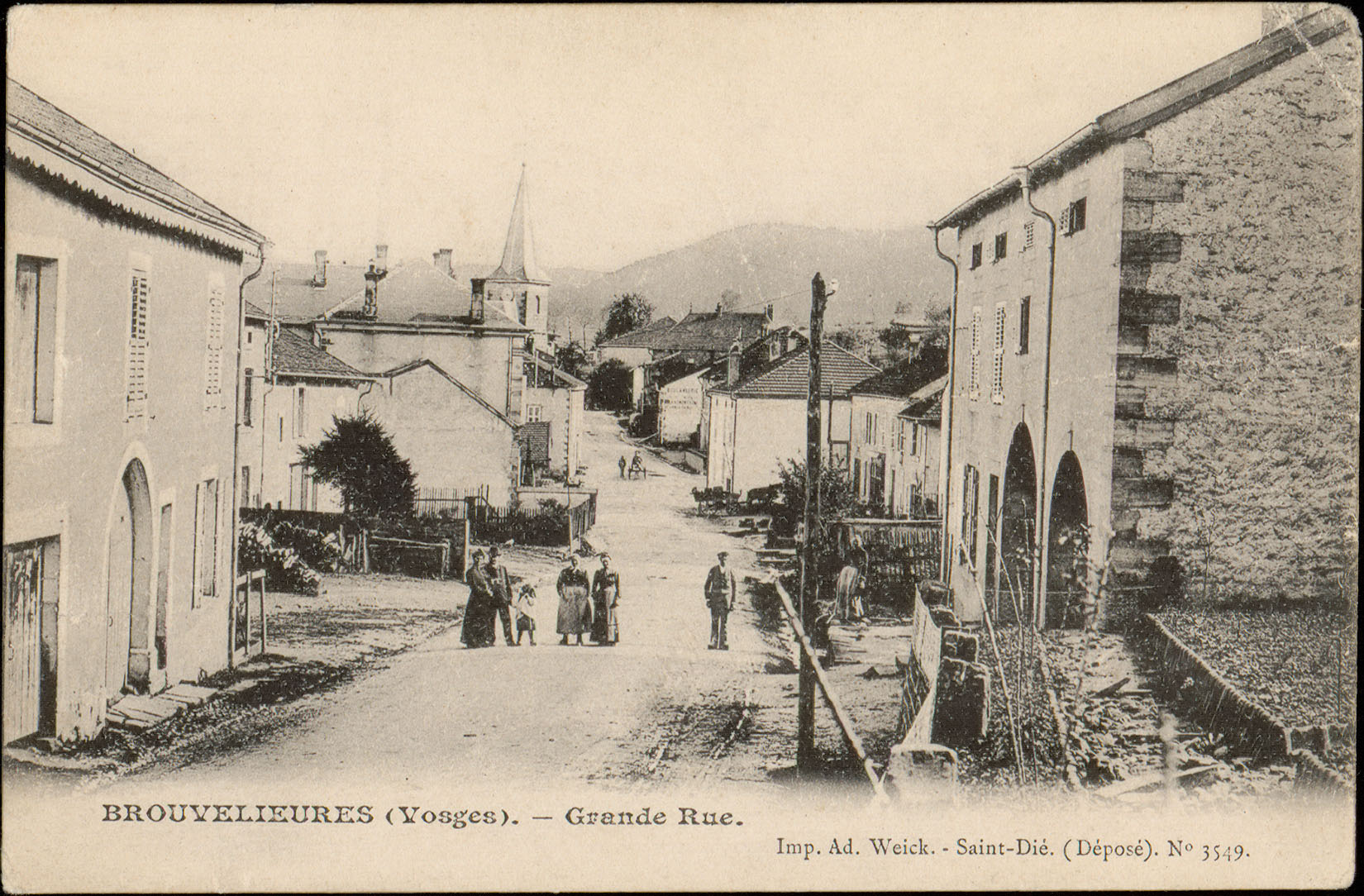
La Grande Rue (carte postale Adolphe Weick.).

## Toponymie
Le nom de la localité est attesté sous les formes Villa que dicitur Brueroles (1178) ; De Bruerulis (1232) ; Brouveruelles (1255) ; Brueroeles (1255) ; Bruerueules (1255) ; Bruheruele (1326) ; Brueruelles (1343) ; Broweruelle (1390) ; In banno de Bruerullis (XIVe siècle) ; Brueruellez (XIVe siècle) ; Bruelluere (1430) ; Brouvellieure (1552) ; Brouve- tière (1656) ; Broullieures (XVIIe siècle) ; Beronis villare (1768) ; Brouvelieure (1779).

De l'oil bruere « champ couvert de bruyères », bruyère avec le suffixe diminutif -oles, qui se diphtongue en -uelles.
Brouvelieures apparaît dans les archives sous la forme graphique Brouveruelles (1265), Bruerieulle, Brouvillers (XVe siècle). Il est difficile d'expliquer la parenté évidente du toponyme avec celui de la commune voisine Bruyères ou de Bellieuvre, lieu-dit de la commanderie : les trois sont apparentés au latin médiéval brugariae, contrée ou paysage de landes à éricacées, en particulier à bruyères. Il est à noter qu'en armoricain ou breton du XVe siècle, le terme brug désignait la lande ou le pays, l'étendue vaste de lande.
L'évolution du toponyme gallo-romain sous diverses formes peut donner en ancien français Bruères, Brouères, Blouire, Belouires, Bière, Berrioure, Bérouère. L'évolution vers Brouvelieures est influencée par une forme à la fois diminutive et pluriel, Brugariallae ou Brouwariallae, soit les petites "landes". Bellieuvre semble provenir d'une forme diminutive simple, soit « la petite lande ».
Cette description paysagère n'est valable strictement qu'à l'époque gallo-romaine. Les archéologues suspectent l'importance antique de Brouvelieures par rapport à Bruyères. L'implantation de petits domaines agricoles a réduit ou segmenté les terres de landes utilisés par les éleveurs. D'où l'emploi de la forme diminutive pour décrire le paysage à Brouvelieures. Notez que l'hypothèse toponymique n'exclut pas l'existence possible de domaine, et notamment d'un légendaire beronis villa.

## Histoire

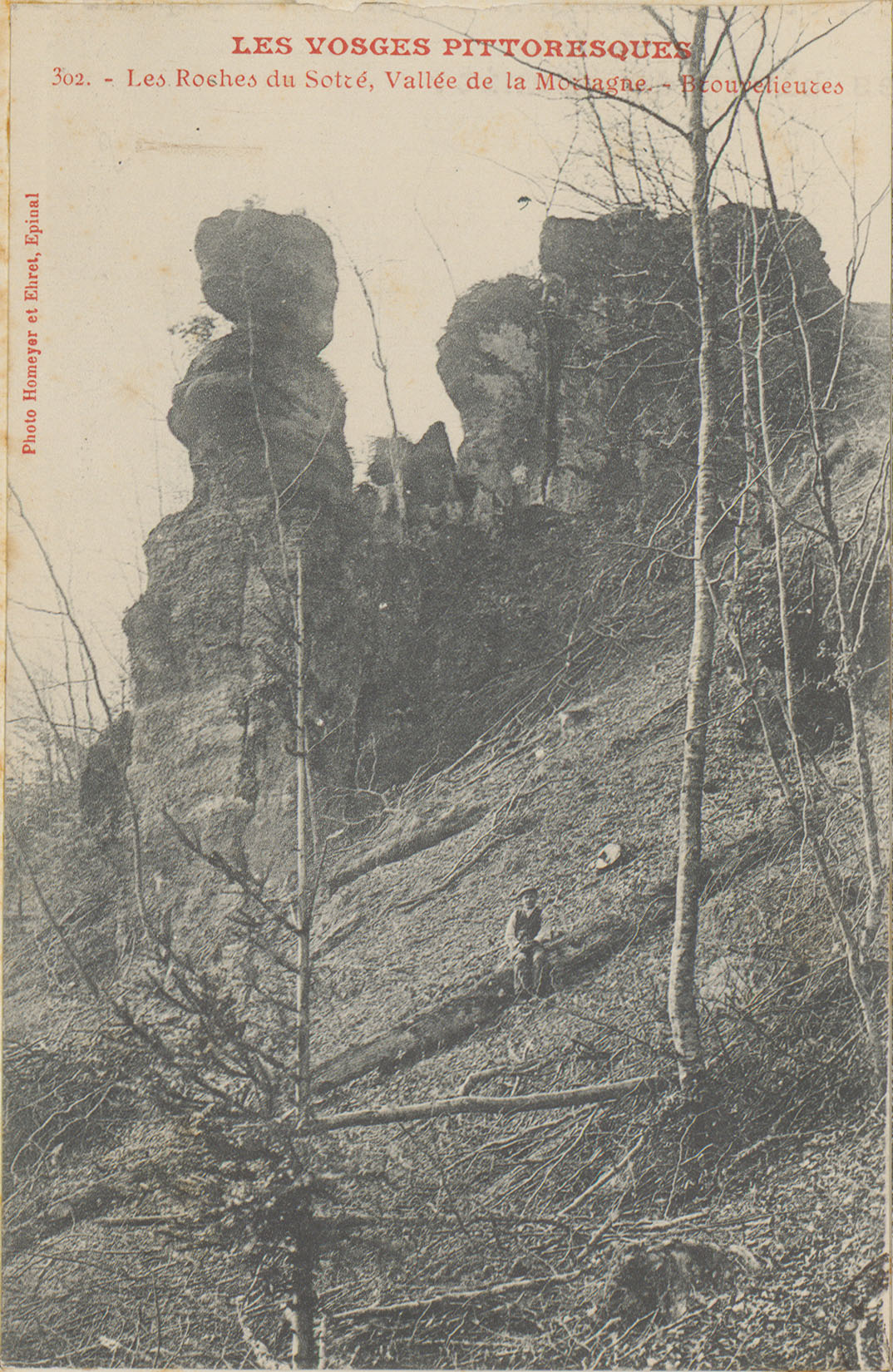
Les roches du Sotré dans la vallée de la Mortagne à Brouvelieures.

Brouvelieures faisait partie du ban de Belmont rattaché au bailliage de Bruyères. Sa chapelle, sous le vocable de L’Exaltation de la sainte Croix, était annexe de Grandvillers.
En 1678, une sentence de l’évêque de Toul érigea la chapelle de Brouvelieures en succursale de Grandvillers et ordonna que la messe y soit célébrée tous les dimanches par le curé de Grandvillers.
Brouvelieures a été érigé en cure avec Mortagne et Domfaing pour annexes par la première circonscription de l’an XII. L’église a été construite en 17881.
En 1870 eut lieu un affrontement entre mobiles francs-tireurs français et troupes régulières allemandes.
Théâtre de combats lors de la Seconde Guerre mondiale, notamment pendant la bataille de Bruyères, la ville a reçu la Croix de Guerre 39-45 le 11 novembre 1948.

### Les Templiers et les Hospitaliers
L'histoire de Brouvelieures est marquée par la présence d'une commanderie templière puis commanderie hospitalière des Hospitaliers de l'ordre de Saint-Jean de Jérusalem, peut être située au nord sur le territoire de Fremifontaine. 
Les pouillés du diocèse de Toul mentionnant la Commanderie de Bellieuvre et un bas-relief aujourd'hui disparu aurait été trouvé dans la forêt de Fremifontaine.

## Politique et administration

### Découpage territorial
Par arrêté préfectoral du 15 septembre 2023, la commune est retirée le 1er janvier 2024 de l'arrondissement d'Épinal et rattachée à l'arrondissement de Saint-Dié-des-Vosges.

### Liste des maires
| Période                                  | Période   | Identité              | Étiquette | Qualité                              |
| ---------------------------------------- | --------- | --------------------- | --------- | ------------------------------------ |
| Les données manquantes sont à compléter. |           |                       |           |                                      |
| 1953                                     | 1959      | Robert Gérard         |           | [ 33 ]                               |
| 1959                                     | 1964      | Henri Baradel         |           |                                      |
| 1964                                     | mars 1965 | Albert Rivat          |           |                                      |
| mars 1965                                | mars 1977 | Jean-Pierre Lavallée  |           |                                      |
| mars 1977                                | mars 2001 | Jean Viry (1931-2020) |           | Plombier-chauffagiste                |
| mars 2001                                | mars 2020 | Christian Savage      |           | Responsable qualité et environnement |
| mars 2020                                | En cours  | Anne-Marie De Sousa   |           | [ 34 ]                               |

## Finances locales

### Budget et fiscalité 2023

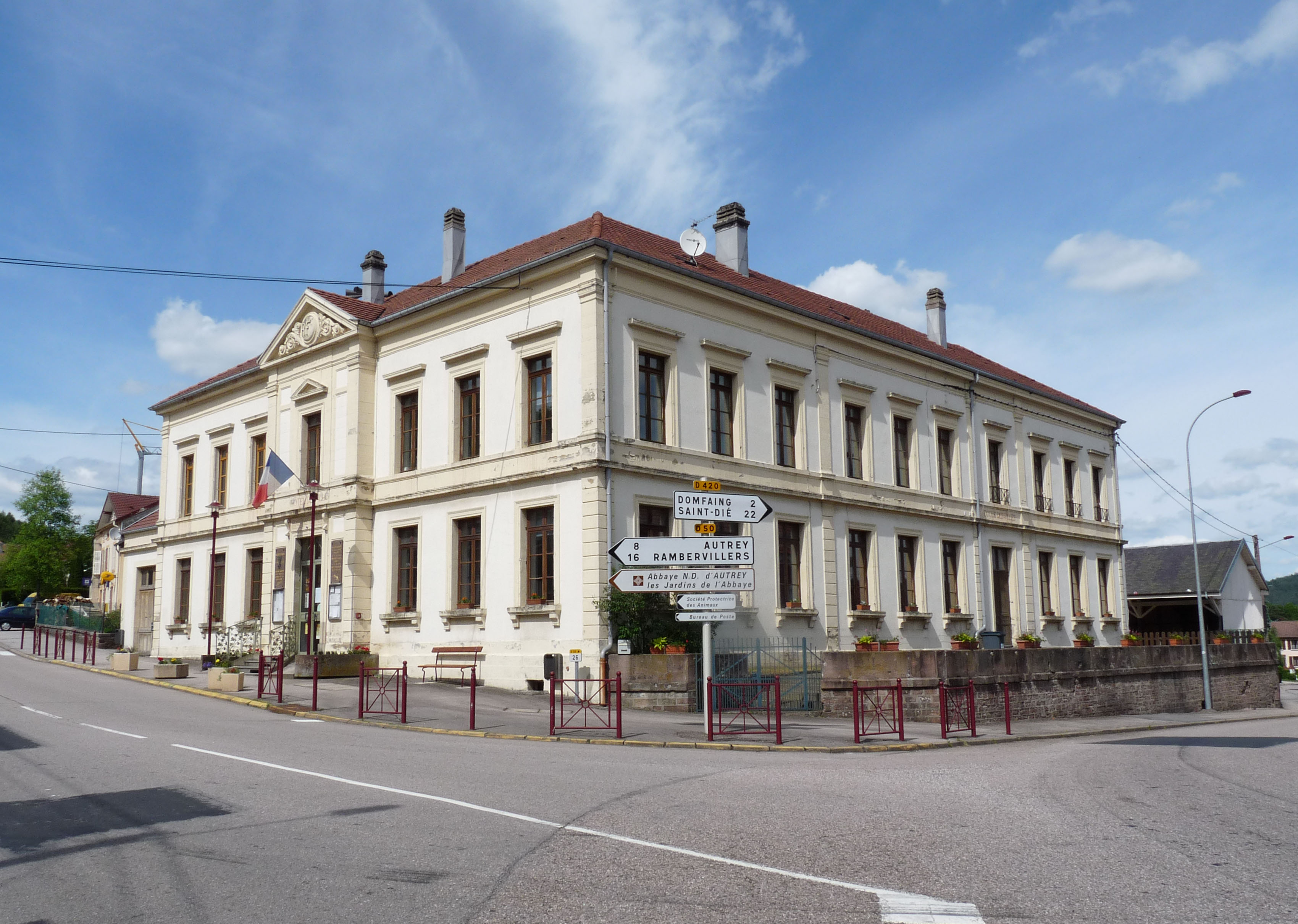
L'hôtel de ville, au carrefour de la D 420 et de la D 50.

En 2023, le budget de la commune était constitué ainsi :
- total des produits de fonctionnement : 535 000 €, soit 1 230 € par habitant ;
- total des charges de fonctionnement : 518 000 €, soit 1 192 € par habitant ;
- total des ressources d'investissement : 50 000 €, soit 114 € par habitant ;
- total des emplois d'investissement : 172 000 €, soit 395 € par habitant ;
- endettement : 231 000 €, soit 531 € par habitant.

Avec les taux de fiscalité suivants :
- taxe d'habitation : 18,31 % ;
- taxe foncière sur les propriétés bâties : 35,73 % ;
- taxe foncière sur les propriétés non bâties : 19,85 % ;
- taxe additionnelle à la taxe foncière sur les propriétés non bâties : 0,00 % ;
- cotisation foncière des entreprises : 0,00 %.

Chiffres clés Revenus et pauvreté des ménages en 2021 : médiane en 2021 du revenu disponible, par unité de consommation : 20 680 €.

## Population et société

### Démographie

#### Évolution démographique
L'évolution du nombre d'habitants est connue à travers les recensements de la population effectués dans la commune depuis 1793. Pour les communes de moins de 10 000 habitants, une enquête de recensement portant sur toute la population est réalisée tous les cinq ans, les populations de référence des années intermédiaires étant quant à elles estimées par interpolation ou extrapolation. Pour la commune, le premier recensement exhaustif entrant dans le cadre du nouveau dispositif a été réalisé en 2005.

En 2022, la commune comptait 411 habitants, en évolution de −6,59 % par rapport à 2016 (Vosges : −2,96 %, France hors Mayotte : +2,11 %).
| 1793 | 1800 | 1806 | 1821 | 1831 | 1836 | 1841 | 1846 | 1856 |
| ---- | ---- | ---- | ---- | ---- | ---- | ---- | ---- | ---- |
| 403  | 414  | 470  | 477  | 468  | 504  | 537  | 540  | 539  |

| 1861 | 1866 | 1872 | 1876 | 1881 | 1886 | 1891 | 1896 | 1901 |
| ---- | ---- | ---- | ---- | ---- | ---- | ---- | ---- | ---- |
| 509  | 557  | 594  | 548  | 474  | 490  | 476  | 441  | 522  |

| 1906 | 1911 | 1921 | 1926 | 1931 | 1936 | 1946 | 1954 | 1962 |
| ---- | ---- | ---- | ---- | ---- | ---- | ---- | ---- | ---- |
| 517  | 530  | 498  | 534  | 518  | 534  | 423  | 448  | 544  |

| 1968 | 1975 | 1982 | 1990 | 1999 | 2005 | 2006 | 2010 | 2015 |
| ---- | ---- | ---- | ---- | ---- | ---- | ---- | ---- | ---- |
| 610  | 638  | 603  | 499  | 522  | 514  | 522  | 489  | 440  |

| 2020 | 2022 | - | - | - | - | - | - | - |
| ---- | ---- | - | - | - | - | - | - | - |
| 427  | 411  | - | - | - | - | - | - | - |

### Enseignement
Établissements d'enseignements : 
- Écoles maternelles et primaires à Brouvelieures, Domfaing, Bruyères, Fremifontaine.
- Collèges à Bruyères, Corcieux, Rambervillers.
- Lycées à Bruyères, La Baffe, Saint-Dié-des-Vosges.

### Santé
Professionnels et établissements de santé :
- Médecins à Brouvelieures, Grandvillers, Bruyères, Laveline-devant-Bruyères, Granges-sur-Vologne, Docelles, Corcieux, Sercoeur, Rambervillers.
- Pharmacies à Bruyères, Granges-sur-Vologne, Docelles, Rambervillers.
- Hôpitaux à Bruyères, Rambervillers, Gerbépal, Raon-l'Étape, Fraize, Gérardmer, Épinal.

### Cultes
- Culte catholique,  Paroisse "Notre-Dame-du-Pays-de-l'Avison" [43], Diocèse de Saint-Dié.

## Économie

### Entreprises et commerces

#### Agriculture
- Sylviculture et autres activités forestières.
- Élevage d'ovins et de caprins.
- Exploitation forestière.

#### Tourisme
- Hébergements et restauration à Bruyères, Belmont-sur-Buttant, Champ-le-Duc, Frémifontaine, La Chapelle[44].

#### Commerces
- Commerces et services de proximité[45].

## Culture locale et patrimoine

### Lieux et monuments

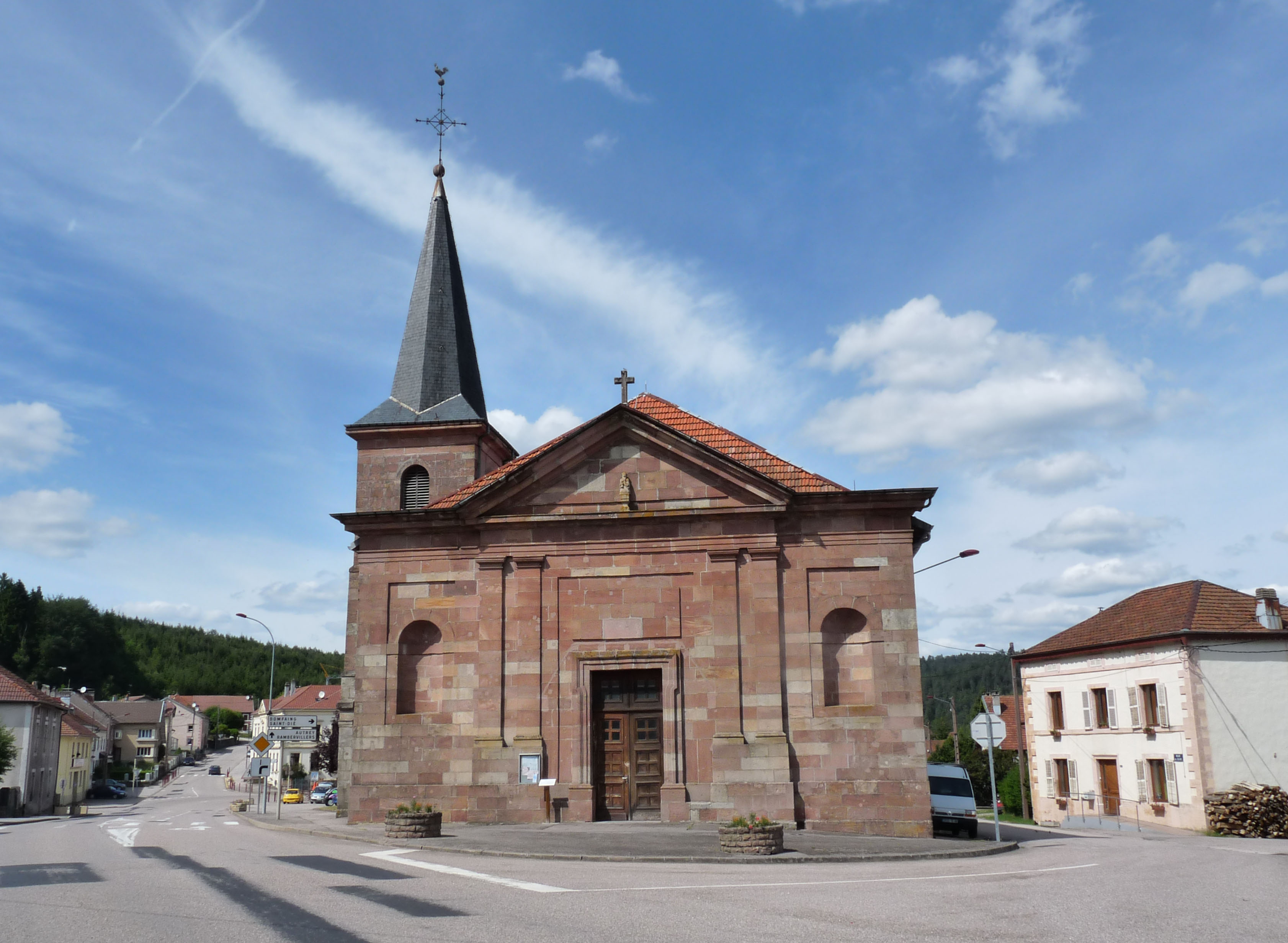
L'église Sainte-Croix de Brouvelieures.
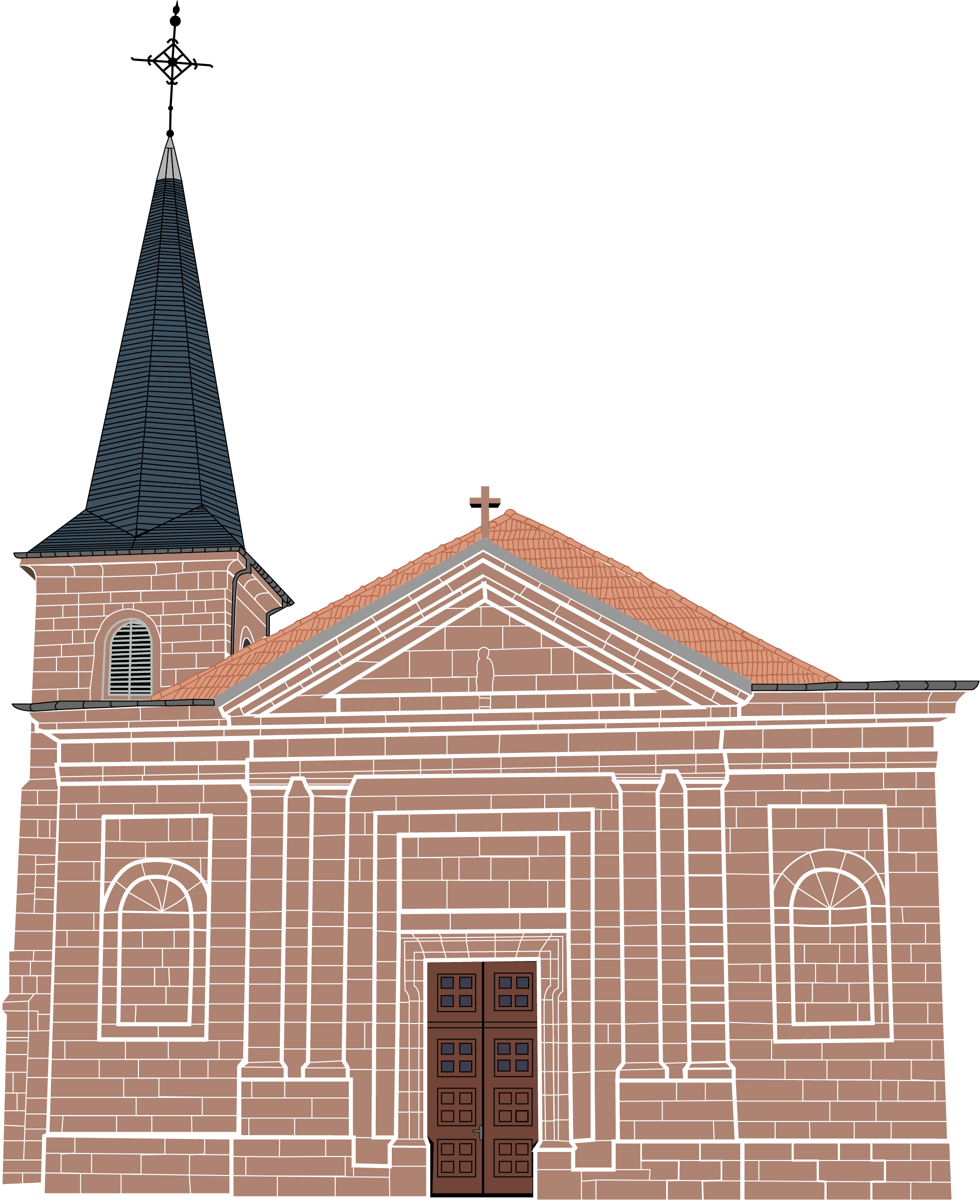
L'église Sainte-Croix. Dessin vectoriel.
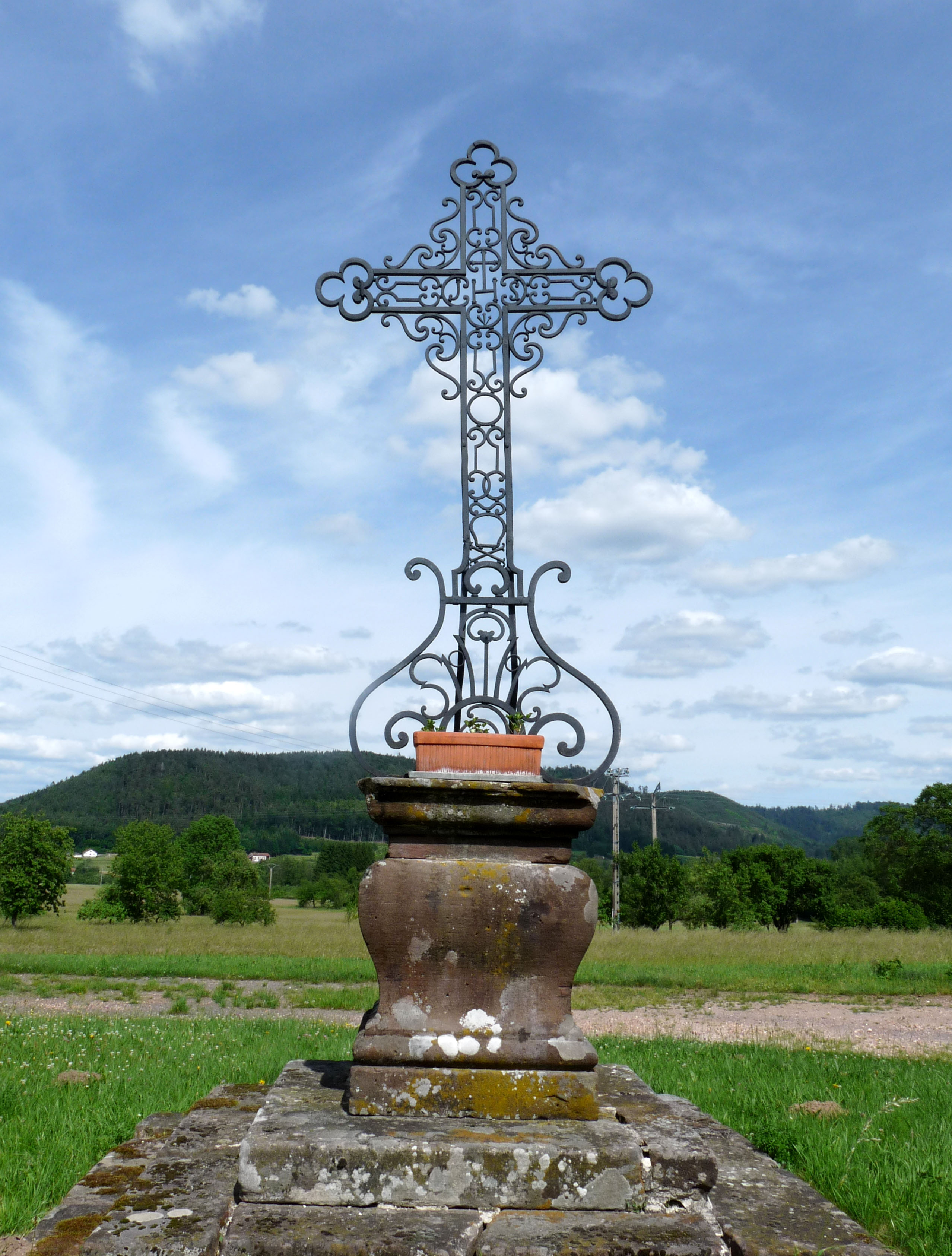
Croix en fer forgé du XVIIIe siècle.
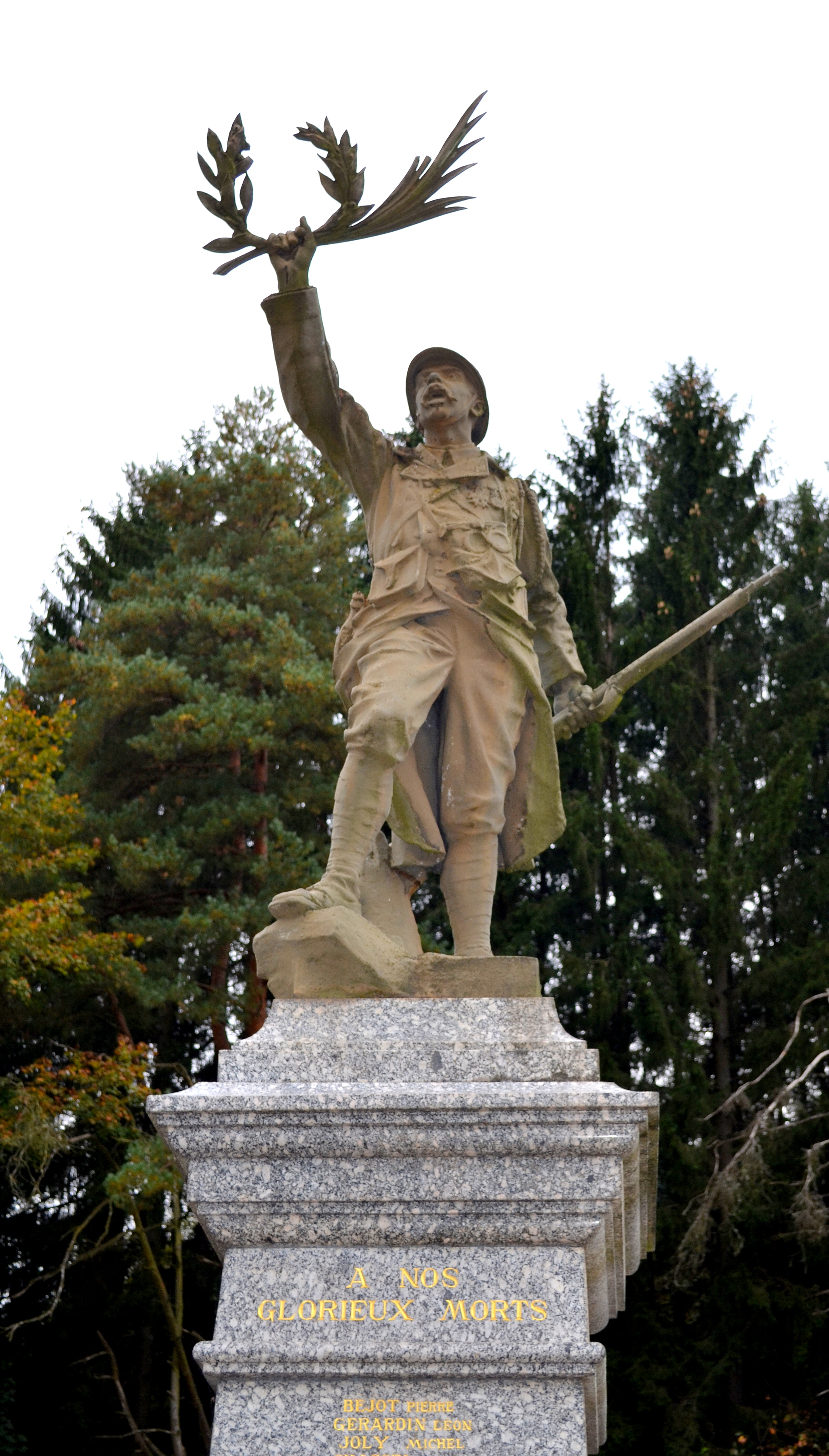
Mémorial.
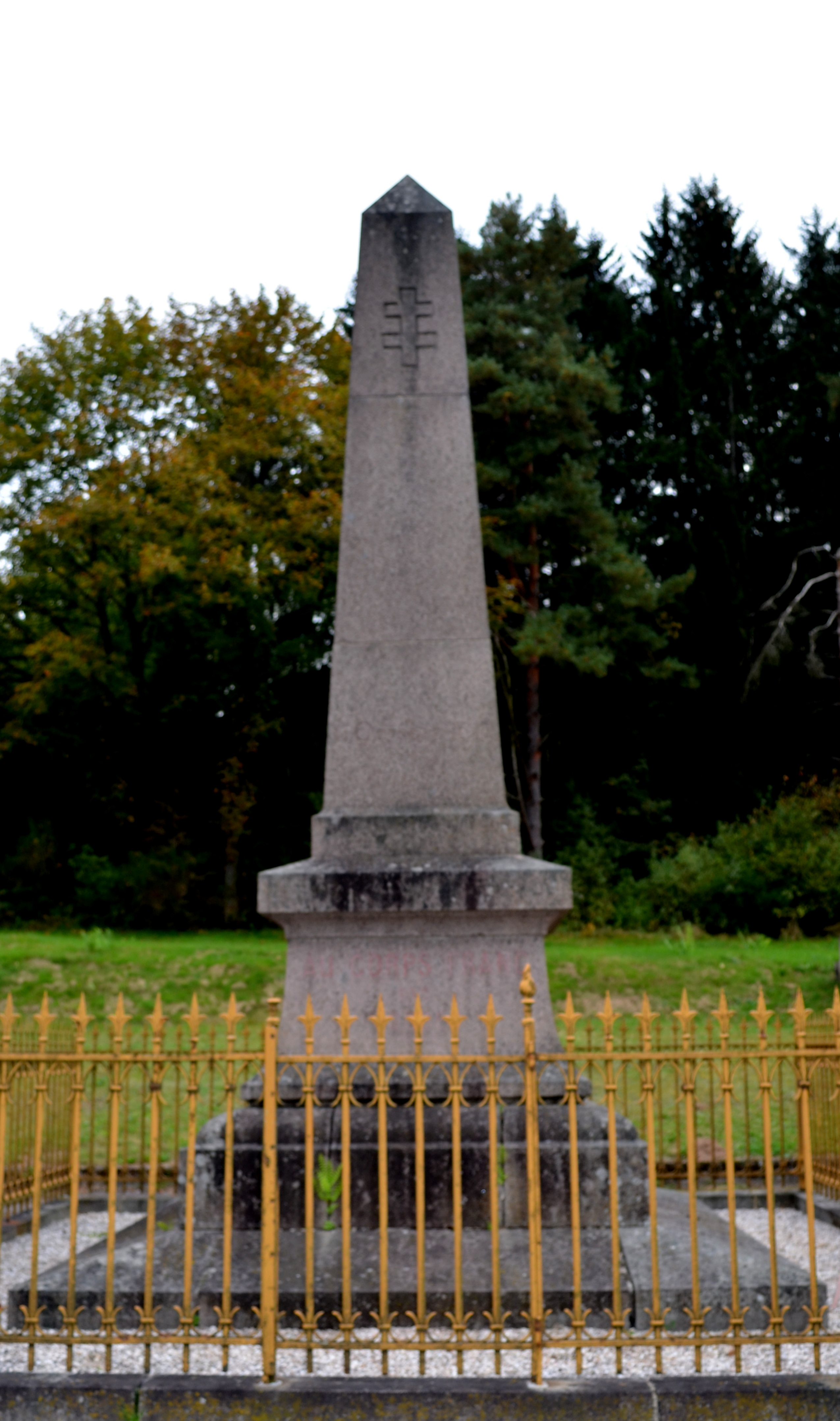
Monument commémoratif.

Église Sainte-CroixElle a été reconstruite entre 1786 et 1790, elle était annexe de Grandvillers.
Elle abrite :
* un maître-autel sculpté en chêne doré du XVIIIe siècle (classé au titre objet le 15 janvier 1965),
* une huile sur bois (Adoration des Bergers) de 1630, attribuée à Claude Bassot et classée au titre objet,,
* un grand tableau du XVIIe siècle, armorié aux armes de Lorraine et d'Apremont, représentant l'Adoration des Rois mages
* et un tableau représentant le Christ (don de Napoléon III).
* L'orgue neuf d'Henry Didier a été construit en 1898,,,.
Mémorial,.
Croix de l'ancien cimetière de BrouvelieuresCette croix en fer forgé du XVIIIe siècle, de style Louis XV, fait l’objet d’une inscription sur l'inventaire supplémentaire des monuments historiques depuis le 13 mai 1937.
Château de la Forge et usine métallurgique dite Forge de la MortagneIls furent construits vers 1880.

### Héraldique, logotype et devise
| Blason | Blasonnement : D'azur à la croix de Lorraine d'or accostée des lettres B et V de même avec en pointe le sceau d'or du Temple au chef cousu de gueules à la croix d'or. Commentaires : L'histoire de Brouvelieures est fidèlement représentée par son blason : le B et le V sont les initiales de son nom latin, Beronis Villa, et la croix de Lorraine traduit son appartenance au duché. Les Templiers avaient une maison à Brouvelieures et la croix du chef indique que la paroisse est sous l'invocation de l'Exaltation de la Sainte Croix. |